# Karoline Erdal
Karoline Erdal (Førde, 15 de noviembre de 1997) es una deportista noruega que compite en biatlón. Ganó cinco medallas en el Campeonato Europeo de Biatlón entre los años 2017 y 2023.

## Palmarés internacional
| Campeonato Europeo | Campeonato Europeo           | Campeonato Europeo | Campeonato Europeo      |
| Año                | Lugar                        | Medalla            | Prueba                  |
| ------------------ | ---------------------------- | ------------------ | ----------------------- |
| 2017               | Duszniki-Zdrój (Polonia)     | Medalla de plata   | Relevo mixto            |
| 2020               | Minsk-Raubichi (Bielorrusia) | Medalla de oro     | Relevo mixto individual |
| 2021               | Duszniki-Zdrój (Polonia)     | Medalla de plata   | Velocidad               |
| 2021               | Duszniki-Zdrój (Polonia)     | Medalla de plata   | Persecución             |
| 2023               | Lenzerheide (Suiza)          | Medalla de oro     | Relevo mixto            |